# إيملي ماسون
إيملي ماسون (بالإنجليزية: Emily Mason)‏ هي رسامة أمريكية، ولدت في 12 يناير 1932.